# Liste des monuments à la Seconde Guerre mondiale au Monténégro
Cet article recense les monuments à la Seconde Guerre mondiale au Monténégro.

## Liste
| Monument                                                           | Lieu              | Artiste                           | Date | Coordonnées | Photo |
| ------------------------------------------------------------------ | ----------------- | --------------------------------- | ---- | ----------- | ----- |
| Monument aux soldats tombés au combat et aux victimes du fascisme  | Andrijevica       | Vojislav Vujisić                  |      |             |       |
| Cimetière des soldats tombés au combat et des victimes du fascisme | Baošići           |                                   |      |             |       |
| Monument aux soldats exécutés                                      | Berane            | Radoslav Zeković                  |      |             |       |
| Monument aux victimes du fascisme                                  | Bijela Gora       |                                   |      |             |       |
| Monument aux soldats tombés au combat                              | Bijelo Polje      |                                   |      |             |       |
| Cimetière des soldats tombés au combat                             | Bobovo            |                                   |      |             |       |
| Monument aux soldats tombés au combat                              | Brajići           | Stevan Luketić                    |      |             |       |
| Cimetière des Partisans de Breza                                   | Breza             | Momčilo Vujicić                   |      |             |       |
| Monument aux soldats tombés au combat                              | Brskut            |                                   |      |             |       |
| Ossuaire de Cetinje                                                | Cetinje           |                                   |      |             |       |
| Cimetière mémoriel de Cijevna                                      | Cijevna           |                                   |      |             |       |
| Monument aux soldats tombés au combat                              | Danilovgrad       | Drago Ćurović et Mirko Ćokić      |      |             |       |
| Ossuaire de Dobrota                                                | Dobrota           |                                   |      |             |       |
| Monument aux soldats tombés au combat                              | Dupilo            |                                   |      |             |       |
| Monument aux soldats tombés au combat                              | Godinje           |                                   |      |             |       |
| Cimetière des soldats tombés au combat                             | Golubovci         |                                   |      |             |       |
| Cimetière des soldats tombés au combat                             | Grab              |                                   |      |             |       |
| Parc mémoriel de l'Insurrection et de la Révolution                | Grahovo           | Miodrag Živković                  | 1978 |             |       |
| Monument aux soldats tombés au combat                              | Herceg Novi       | Luka Tomanović et Nikola Dobrović |      |             |       |
| Ossuaire de Kameno                                                 | Kameno            |                                   |      |             |       |
| Monument aux soldats tombés au combat                              | Kolašin           | Vojin Bakić                       | 1947 |             |       |
| Monument aux soldats tombés pour la Liberté                        | Kotor             | Luka Tomanović et Vojislav Ćokić  |      |             |       |
| Cimetière des soldats tombés au combat                             | Kruševo           |                                   |      |             |       |
| Monuments aux Jeunes exécutés                                      | Lazine            |                                   |      |             |       |
| Cimetière des soldats tombés au combat                             | Majstori          |                                   |      |             |       |
| Monuments aux Patriotes exécutés                                   | Nikšić            | Bogdan Bogdanović                 |      |             |       |
| Monument aux soldats tombés au combat                              | Petrovac na Moru  | Vojin Stojić et Anton Kraljić     |      |             |       |
| Monument aux soldats tombés au combat                              | Pljevlja          |                                   |      |             |       |
| Cimetière des Partisans de Podbišće                                | Podbišće          |                                   |      |             |       |
| Monument au Partisan                                               | Podgorica         | Drago Ćurović et Vojislav Ćokić   | 1957 |             |       |
| Monument aux soldats tombés au combat                              | Rijeka Crnojevića | Drago Ćurović                     |      |             |       |
| Monument à la Liberté                                              | Ulcinj            | Miodrag Živković                  | 1985 |             |       |
| Monument aux soldats tombés au combat                              | Ulcinj            |                                   |      |             |       |
| Monument à la Révolution                                           | Virpazar          | Mirko Ostoja                      |      |             |       |
| Monument aux soldats tombés au combat                              | Žabljak           | Rade Stanković et Branko Bon      |      |             |       |